# Horia Igiroșanu
Horia Igiroșanu (n. 4 august 1896, Azuga – d. 10 iulie 1960, București) a fost un regizor și scenarist român. Pe lîngă activitatea cinematografică, a activat și ca publicist și pedagog. A înființat prima școală românească de mimodramă. De asemenea, a fost redactor-șef a revistei Clipa și Clipa cinematografică. De asemenea, a fost și fondator al „Asociației prietenilor filmului”.

## Filmografie

### Regizor
- Iadeș (1926)
- Nea Ghiță Cocoloș la Moși (1927)
- Iancu Jianu (1928)
- Haiducii (1929)
- Ciocoii / Cântecul străinului (1931)
- Insula Șerpilor (1933)

### Scenarist
- Nea Ghiță Cocoloș la Moși (1927)
- Haiducii (1929)
- Insula Șerpilor (1933) - în colaborare cu N. N. Șerbănescu